# African Magic Combo
African Magic Combo is een muziekgroep uit Martinique. De groep bestond uit leden die allen een Afrikaanse achtergrond hadden. De groep scoorde in 1981 een hitje met La chica. Kova Rea was een van de bandleden en is later bekende zanger geworden die in veel muziekgenres zingt.

## Discografie

### Singles
| Single met eventuele hitnotering(en) in de Nederlandse Top 40 | Datum van verschijnen | Datum van binnenkomst | Hoogste positie | Aantal weken | Opmerkingen |
| ------------------------------------------------------------- | --------------------- | --------------------- | --------------- | ------------ | ----------- |
| La chica                                                      |                       | 18-7-1981             | tip             |              |             |